# Jens Andreas Friis

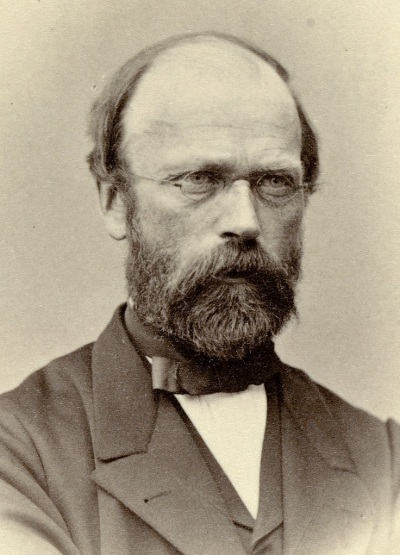
Jens Andreas Friis.

Jens Andreas Friis, född 2 maj 1821 i Sogndal,  Norge, död 16 februari 1896 i Kristiania, var en norsk författare och lingvist.
Friis blev teologie kandidat 1884, universitetsstipendiat i samiska och finska 1847 samt blev 1866 extraordinarie och 1874 ordinarie professor i samiska. Friis var den första universitetsläraren i samiska, och hans flitiga författar- och översättargärning har varit grundläggande för studiet av detta språk. Hans Lappisk Grammatik (1856) var ett för sin tid utomordentligt arbete. Ordbog over det lappiske Sprog med latinsk og norsk Forklaring samt en Oversigt over Sprogets Grammatik (1887) var långt fram i tiden den främsta källan för studier i samiska. Bland andra arbeten märks också Lappisk Mythologi, Eventyr og Folkesagn (1871) samt hans etnografiska kartor över Finnmarken (1861-62, omarbetad upplaga 1881) och Troms fylke (1890).
Friis översatte även en mängd religiösa skrifter till samiska, bland annat utgav han den norsk-samiska psalmboken (1870), och i den norsk-samiska bibelöversättningen (1895) hade han en betydande del. Friis framträdde även som reseskildrare, bland annat med En Sommer i Finnmarken (1880). Han verkade även som skönlitterär författare med ämnen från Lappland och de norska fjällen. Främst märks hans Fra Finnmarken. Skildringer, 1881, som senare kom i flera nya upplagor och då var omdöpt till Laila (svensk översättning utgavs 1882). Romanen har filmats tre gånger.
Friis var även aktiv inom turiströrelsen och en engagerad sportfiskare och jägare.